# پلیسوتیلوسور
پلیسوتیلوسور(نام علمی: Plesiotylosaurus) نام یک سرده از تیره موساسوریان است.